# サンクトペテルブルクテレビ塔

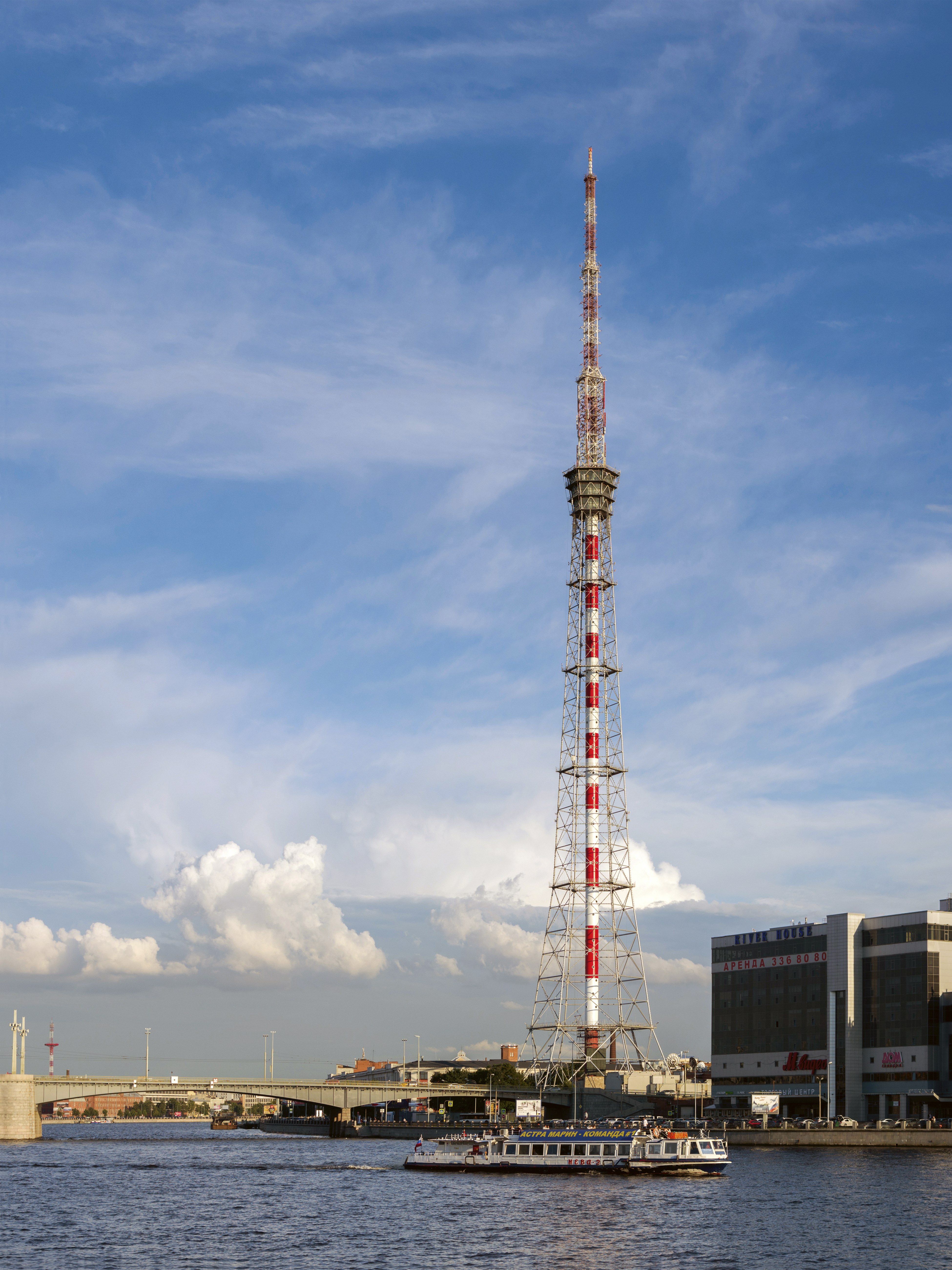
サンクトペテルブルクテレビ塔

サンクトペテルブルクテレビ塔（サンクトペテルブルクテレビとう、Санкт-Петербургская телебашня）は、ロシアのサンクトペテルブルクに位置する高さ310mの鉄塔である。1962年に竣工され、ソビエト連邦で最初のテレビ塔だった。ラジオとテレビ放送に使われていた。
サンクトペテルブルクテレビ塔の展望室は、高さ191mのところに設けられている。最も近い地下鉄駅は、2号線のペトログラーツカヤ駅である。